# Marie-Pier Boudreau-Gagnon
Marie-Pier Boudreau-Gagnon (Rivière-du-Loup, 3 de marzo de 1983) es una deportista canadiense que compitió en natación sincronizada. Ganó tres medallas de bronce en el Campeonato Mundial de Natación, en los años 2009 y 2011.

## Palmarés internacional
| Campeonato Mundial | Campeonato Mundial | Campeonato Mundial | Campeonato Mundial |
| Año                | Lugar              | Medalla            | Prueba             |
| ------------------ | ------------------ | ------------------ | ------------------ |
| 2009               | Roma (Italia)      | Medalla de bronce  | Solo técnico       |
| 2009               | Roma (Italia)      | Medalla de bronce  | Combinación libre  |
| 2011               | Shanghái (China)   | Medalla de bronce  | Combinación libre  |